# Bruno Ito
Bruno Ito é um músico brasileiro, mais conhecido por ser coautor da graphic novel Achados e Perdidos (ao lado de Eduardo Damasceno e Luís Felipe Garrocho). Ele foi responsável pela composição das músicas publicadas no CD que acompanha o livro. Ele ganhou o Troféu HQ Mix de 2012 na categoria "Homenagem especial".